# Mahabaleshwar
Mahabaleshwar là một thành phố và là nơi đặt hội đồng đô thị (municipal council) của quận Satara thuộc bang Maharashtra, Ấn Độ.

## Địa lý
Mahabaleshwar có vị trí 17°55′B 73°40′Đ / 17,92°B 73,67°Đ Nó có độ cao trung bình là 1353 mét (4438 feet). Thành phố được biết đến vì có mùa hè (tháng 6 đến tháng 8) lạnh hơn cả 3 mùa xuân, thu và đông. Nhiệt độ trung bình mùa hè dưới 20 độ C, trong khi 3 mùa còn lại đều trên 20 độ C. Mùa xuân (tháng 3 đến tháng 5) là mùa nóng nhất ở thành phố này với nhiệt độ trung bình 24 đến 25 độ C.

## Nhân khẩu
Theo điều tra dân số năm 2001 của Ấn Độ, Mahabaleshwar có dân số 12.736 người. Phái nam chiếm 55% tổng số dân và phái nữ chiếm 45%. Mahabaleshwar có tỷ lệ 78% biết đọc biết viết, cao hơn tỷ lệ trung bình toàn quốc là 59,5%: tỷ lệ cho phái nam là 84%, và tỷ lệ cho phái nữ là 71%. Tại Mahabaleshwar, 11% dân số nhỏ hơn 6 tuổi.